# Federação Gaúcha de Voleibol
A Federação Gaúcha de Voleibol é a entidade máxima do voleibol no Estado do Rio Grande do Sul, Brasil. Organiza todos os torneios oficiais que envolvam as equipes do Estado, como o Campeonato Gaúcho de Voleibol Masculino e Feminino, a Copa Cláudio Braga e a Copa RS de Voleibol e suas variações tais como, Infantil, Mirim e Infanto-Juvenil. A Federação responde à Confederação Brasileira de Voleibol (CBV).

## História
O voleibol chegou ao Rio Grande do Sul no início do Século XX, mais precisamente em Porto Alegre, através da Associação Cristã de Moços (ACM), fundada no estado em vinte e seis de novembro de 1901 pelo americano Frank Long. Entretanto, a prática do voleibol no Rio Grande do Sul permaneceu durante muitos anos desconhecida. Em 1916, uma delegação uruguaia esteve em Porto Alegre participando de uma competição de ginástica e fez uma exibição do jogo de voleibol, e por volta de 1918 ou 1920 foi realizada uma partida de voleibol no campo do Esporte Clube Concórdia também em Porto Alegre. Esses dois acontecimentos contribuíram para que o jogo fosse difundido em todo o estado do Rio Grande do Sul.
Somente em 1954 foi fundada a Federação Gaúcha de Volley-Ball, em 27 de setembro, com a função de comandar e coordenar o voleibol do estado do Rio Grande do Sul. O primeiro campeonato oficial organizado pela FGV foi o campeonato metropolitano de voleibol masculino em 1955.
Já no ano de 1964, pela primeira vez, o atleta gaúcho Marco Volpi, seria convocado para a Seleção Brasileira de Voleibol que representou o Brasil nos Jogos Olímpicos do Japão. Durante toda história do voleibol brasileiro o Rio Grande do Sul esteve representado com seus atletas nas seleções brasileiras adultas, juvenis e infanto-juvenis.
Os primeiros campeonatos estaduais começaram a ser organizados de forma amadora até que na década de 1980 implantou-se o profissionalismo no Estado. Desde então, o estadual é realizado anualmente em quase todas as categorias com um número variável de equipes inscritas.

### Desempenho nas competições nacionais
O Rio Grande do Sul sagrou-se campeão brasileiro por várias vezes com as seleções juvenis e infanto-juvenis, tanto no masculino quanto no feminino.
As maiores conquistas no adulto foram alcançadas na Superliga Masculina com a Frangosul/Ginástica em 1994-1995 e a Ulbra/Canoas em 1997-1998, 1998-1999 e 2002-2003, num total de 4 títulos.
No ano de 2013 a Federação alcançou o pódium nos campeonatos brasileiros por 3 vezes, com a Seleção Infanto-Juvenil Masculina sendo campeã, a Infanto-Juvenil feminina sendo vice-campeã e a Juvenil Feminina medalha de bronze.

## Membros Ativos
Estes são as equipes filiadas ativas no ano de 2017: 
- Associação dos Pais e Amigos dos Atletas de Voleibol (Caxias do Sul)
- Associação dos Pais e Amigos do Vôlei (Canoas)
- Associação Erechinense de Voleibol (Erechim)
- Associação Mantenedora do Projeto Mão de Pilão (Novo Hamburgo)
- Associação Vale do Taquari de Esportes (Estrela)
- Associação Voleibol Futuro (Santa Maria)
- Bento Vôlei (Bento Gonçalves)
- Centro de Formação e Treinamento de Atletas de Alto Rendimento (Marau)
- Centro Tecnológico Frederico Jorge Logemann (Horizontina)
- Colégio Evangélico Alberto Torres (Lajeado)
- Colégio Martin Luther (Estrela)
- Colégio Mauá (Santa Cruz do Sul)
- Colégio Notre Dame (Passo Fundo)
- Colégio Sinodal (São Leopoldo)
- Grêmio Náutico União (Porto Alegre)
- Juventus Voleibol (Teutônia)
- Pró-Vôlei Ijuí (Ijuí)
- Projeto Vôlei Nova Petrópolis (Nova Petrópolis)
- Recreio da Juventude (Caxias do Sul)
- Sociedade Ginástica Novo Hamburgo (Novo Hamburgo)
- Sociedade de Ginástica Porto Alegre (Porto Alegre)
- Vôlei Santa Maria Associação Esportiva (Santa Maria)